# Mesonodon flavescens
Mesonodon flavescens är en bladmossart som beskrevs av William Russell Buck 1980. Mesonodon flavescens ingår i släktet Mesonodon och familjen Entodontaceae. Inga underarter finns listade i Catalogue of Life.